# Diga di Taishakugawa
La diga di Taishakugawa (帝釈川ダム?, Taishakugawa damu) è una diga a Shōbara, nella prefettura di Hiroshima, in Giappone.

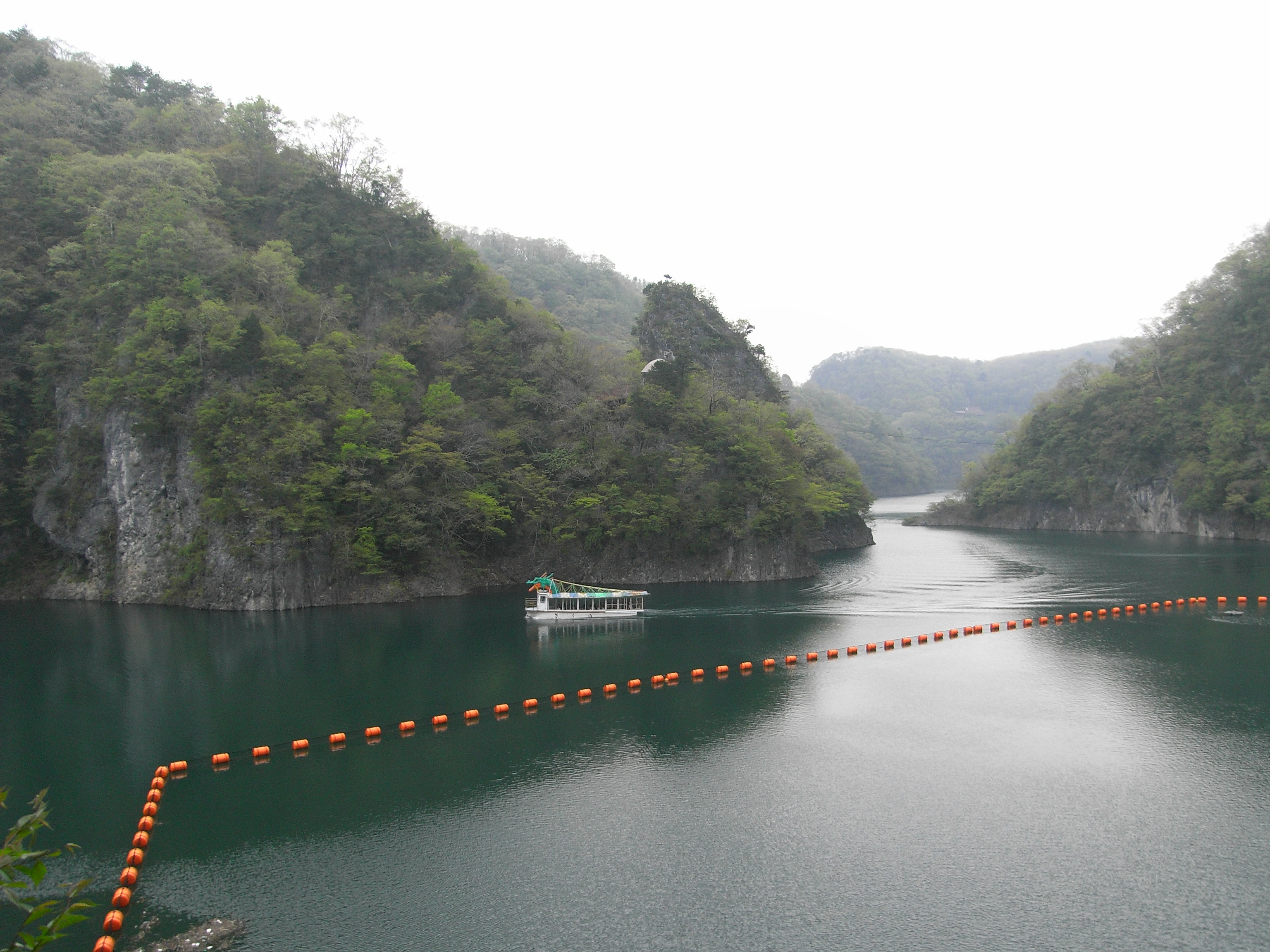